# Svenska Bussbranschens riksförbund
Svenska Bussbranschens Riksförbund (BR) är ett förbund vars verksamhet utgörs av att förvalta och fördela förbundets kapital om drygt 50 miljoner kronor till forsknings- och utvecklingsprojekt som kan bli till fördel för Sveriges bussbransch. Förbundet bytte 2024 namn till BR, Bussbranschens Råd för forskning och utveckling. Mer om BR samt ett urval genomförda projekt och pågående projekt finns att läsa om på Startsida - Bussbranchen
Ansökan om forskningsmedel ska göras i enlighet med förbundets antagna policy. Medel kan sökas av förbundets styrelse, medlemsföretag, medlemmar i Sveriges regionala bussbranschföreningar, medlemmar, styrelse och branschutskott i bransch- och arbetsgivarförbundet Sveriges Bussföretag samt andra i samverkan med de uppräknade. Mer information finns på BR:s officiella webbplats bussbranschen.se
Mer information om BR samt den svenska bussbranschen, dess olika förbund och historia, finns i det samlade historiska arkiv som BR finansierar och förvaltar. Det är arkiverat hos Start - Centrum för Näringslivshistoria i vars lokaler det fysiska arkivet finns. Tillträde till arkivet för forskare och andra intresserade ges efter förfrågan. 

## Historik
Svenska Bussbranschens Riksförbund startade som en intresseförening för Sveriges busstrafikföretag och bussreseföretag. Det bildades 1994 som en följd av avregleringen av lokaltrafiken, vars utveckling bland annat beskrivits i SOU 2003:67 "Avreglering med människan i centrum". Tidigare var de privata busstrafikföretagen organiserade i Svenska Busstrafikförbundet (SBF). Den sista förbundsdirektören i SBF var Åke Ljungberg. De offentliga företagen var organiserade i Svenska Lokaltrafikföreningen (SLTF), som då valde att bli en organisation huvudsakligen för offentliga trafikhuvudmän. SLTF har under 2008 bytt namn till Svensk Kollektivtrafik.
År 2002 valde BRA, Bussresearrangörsföreningen, att uppmana sina medlemmar att söka medlemskap i Svenska Bussbranschens riksförbund. BRA lade samtidigt ner sin egen verksamhet.
År 2012 tog Svenska Bussbranschens riksförbunds stämma beslut om att tillsammans med medlemmarna i Bussarbetsgivarna (BuA)  Bussarbetsgivarna inom dåvarande TransportGruppen och Svenskt Näringsliv tillsammans bilda det nya förbundet Sveriges Bussföretag. Svenska Bussbranschens Riksförbund uppmanade sina medlemmar att också söka medlemskap i Sveriges Bussföretag och Svenskt Näringsliv. Här bedrivs sedan 2014 all verksamhet som tidigare bedrevs i Svenska Bussbranschens Riksförbund. Svenska Bussbranschens Riksförbund kvarstår som organ för bussbranschens gemensamma forsknings- och utvecklingsfrågor.

## Förbundsordförande
- Sten-Anders Hofvendal 1993–1994 (Interimsstyrelse)
- Kjell Nilsson 1994–1996
- Lars Mattsson	1996–1998
- Kurt Jofs 1998–1999
- Lars Mattsson	1999–2000
- Berndt Engblom 2000–2000 (Berndt Engblom valdes på stämman i juni 2000 men meddelade redan på sitt första styrelsemöte i september att han lämnar Busslink och därmed lämnar ordförandeskapet med omedelbar verkan. Vice ordföranden Kjell Bergkvist fick därför hålla i klubban ända fram till stämman 2001)
- Claes Olofson	2001–2004
- Tomas Byberg	2004–2007
- Anders Lundström 2007–2011
- Tomas Wallin	2011–2012 (Tomas Wallin lämnade sin roll som VD i Veolia Transport och avsade sig därmed ordförandeskap i förtid, vice ordförande Marie-Louise Bergkvist inträdde i hans roll från juni 2012 fram till stämman i november 2012)
- Marie-Louise Bergkvist 2012 (juni-november)
- John Strand 2012–2017
- Stefan Magnusson 2017-2019
- Henrik Birath 2019–2023
- Magnus af Petersens 2023-

Även Hofvendal, Nilsson och Jofs lämnade av olika skäl ordförandeskapet i förtid men i deras fall återstod endast några månader fram till ordinarie stämmor. De personer som vid dessa tillfällen var vice ordförande tog över fram till valet på ordinarie stämmor.

## Förbundsdirektörer/Vd:ar
- Rolf Waara hösten 1993–januari 1998 (formellt tillträdde Rolf Waara den 1 januari 1994 men han började några månader tidigare med förberedelserna för uppstartandet av BR)
- Dag Fagring februari 1998–april 2001
- Jan-Erik Kjellberg maj 2001–juni 2007 (formellt var han tf. under tiden maj 2001–april 2002)
- Anna Grönlund juli 2007–december 2012
- Göran Forssén december 2012–december 2013

## Kanslichef
Från 1 januari 2014 har förbundet inte längre förbundsdirektör/VD utan enbart kanslichef som rapporterar till styrelse och ordförande. Kanslichefen är från 2015 tillika VD i förbundets servicebolag BR Service AB. Servicebolagets verksamhet lades ned 2022 och all verksamhet överfördes då till förbundet Svenska Bussbranschens Riksförbund (BR). 
- Anna Grönlund	februari 2014–